# Strabomantis anomalus
Strabomantis anomalus är en groddjursart som först beskrevs av George Albert Boulenger 1898.  Strabomantis anomalus ingår i släktet Strabomantis och familjen Strabomantidae. Inga underarter finns listade i Catalogue of Life.
Detta groddjur finns endast kvar i västra Colombia vid Stilla havet från södra delen av departementet Chocó till Cauca. Populationer längre norrut och i norra Ecuador år troligtvis utdöda. Det sista fyndet i Ecuador gjordes 1991. Arten lever i låglandet och i bergstrakter upp till 1200 meter över havet. Den vistas i regnskogar och i andra fuktiga skogar vid vattendrag. Exemplaren gömmer sig ofta i lövskiktet. Antagligen sker fortplantningen utan metamorfos.
Beståndet hotas av skogsröjningar när jordbruks- och betesmarker etableras. Andra groddjur i samma släkte drabbas av svampen Batrachochytrium dendrobatidis. Uppskattningsvis finns 250 vuxna exemplar kvar. IUCN kategoriserar arten globalt som akut hotad.